# 32P/Комас Сола
Комета Комас Сола (англ. 32P/Comas Solà) — короткоперіодична комета з періодом 8,8 року.
Комета була відкрита 5 листопада 1926 року іспанським астрономом Комас Сола, який за допомогою 6-дюймового телескопа працював над астероїдами в обсерваторії Фабра (Барселона). Щодо відкритої комети існувало припущення, що це комета 113P/Шпіталера. У 1935 році П. Раменський досліджував орбітальний рух комети Комас Сола з урахуванням збурень від великих планет після 1911 року. Він зазначив, що комета в травні 1912 пройшла дуже близько до Юпітера, і що до цього вона мала перигелій 2,15 а. о. і період обігу 9,43 року, чим була спростована ідентичність з кометою Спіталера.
У 1969 році, під час вивчення знімків комети Комас Сола була відкрита ще одна комета — 67P/Чурюмова — Герасименко.